# Cypraea
Cypraea Linnaeus, 1758 è un genere di molluschi gasteropodi appartenente alla famiglia Cypraeidae.

## Specie
La tassonomia originariamente comprendeva tutte le specie di questa famiglia di molluschi (Cypraeidae) sotto questo genere, successivamente si è preferito dividere la famiglia in più generi, attualmente il genere comprende solo due specie:
- Cypraea pantherina Lightfoot, 1786
- Cypraea tigris Linnaeus, 1758